# Big Mamma
Pour les articles homonymes, voir Big Mamma (homonymie).
Série
Big Mamma 2
(2006)
Pour plus de détails, voir Fiche technique et Distribution.
Big Mamma ou Chez Big Momma au Québec (Big Momma's House) est une comédie policière américaine réalisé par Raja Gosnell, sorti en 2000.
Le film a eu deux suites, Big Mamma 2, sorti en 2006 et Big Mamma : De père en fils, sorti en 2011.

## Synopsis
Deux agents du FBI, Malcolm Turner et John Maxwell, sont chargés par leurs supérieurs de retrouver Lester Vesco, un détenu en fuite qui purgeait une peine de prison à vie pour meurtre et attaque à main armée d'une banque. Malcolm et John apprennent que Lester cherche peut-être à retrouver son ex-petite amie, Sherry Pierce, une employée de la banque qui est soupçonnée de lui avoir fourni une clé de la chambre forte, l'argent volé n'ayant jamais été retrouvé. Malcolm et John se retrouvent à surveiller la maison de la grand-mère de Sherry, Hattie Mae Pierce, une vieille femme afro-américaine en surpoids que ses amis appellent affectueusement Big Mamma, à Cartersville, en Géorgie, et découvrent bientôt qu'elle est sur le point de partir pour deux semaines afin de rendre visite à une amie malade. Malcolm en profite pour se faire passer pour elle afin d'amener Sherry chez elle pour lui faire avouer son implication dans le braquage de la banque.
Pour maintenir son déguisement de Big Mamma, Malcolm est obligé de maintenir le style de vie de l'originale. Il doit notamment s'occuper de son petit ami libidineux, assumer sa profession de sage-femme et suivre des cours d'autodéfense donnés par Nolan, un agent de sécurité à l'esprit étroit, que les agents sont ensuite contraints de recruter lorsqu'il découvre leur opération par hasard. Pendant ce temps, Malcolm se lie avec Sherry et son fils de dix ans, Trent, à la fois déguisé et en personne - se faisant également passer pour l'homme à tout faire de Big Mamma - mais ne trouve rien qui puisse la relier au vol ou à l'emplacement de l'argent manquant. Après avoir assisté à un service religieux avec eux, où il s'oblige à se déguiser pour que Sherry ne garde aucun secret, Malcolm trouve l'argent manquant dans le casier de Trent après être rentré chez lui pour une fête d'anniversaire surprise organisée pour la vraie Big Mamma. Sa découverte se fait en présence de Sherry, qui lui avoue qu'elle n'avait aucune idée de ce que Lester préparait, et qu'elle n'a pas signalé le vol de sa clé par peur d'être renvoyée.
Les choses se compliquent rapidement lorsque John découvre que la vraie Big Mamma est rentrée chez elle prématurément. Afin de l'empêcher de rentrer dans la maison, il demande à Nolan de l'enfermer à l'extérieur, mais le gardien par bêtise enferme Malcolm par erreur. Lester arrive finalement sur les lieux, après avoir retrouvé la trace de Sherry, et la met rapidement en danger. Malcolm s'introduit rapidement dans la maison, après quoi il s'attaque à Lester et le maîtrise après que John a été abattu, mais au prix de la perte de son déguisement devant Sherry et Trent. Bien que Lester soit arrêté et l'argent récupéré, Malcolm constate que Sherry et Trent refusent de lui parler après avoir eu le cœur brisé par sa tromperie. En quête de pardon, Malcolm assiste à un service religieux le dimanche matin et confesse dans un discours sincère à Sherry et Trent qu'il les aime sincèrement. Big Mamma pardonne à Malcolm la supercherie, et l'assistance dans l'église applaudit Malcolm et Sherry qui s'embrassent, avant que Big Mamma et la chorale ne chantent "Oh Happy Day" pendant le générique de fin du film.

## Fiche technique
Sauf indication contraire, les informations mentionnées dans cette section peuvent être confirmées par les bases de données cinématographiques IMDb et Allociné,  présentes dans la section « Liens externes ».
- Titre original : Big Momma's House
- Titre français : Big Mamma
- Titre québécois : Chez Big Momma[1]
- Réalisation : Raja Gosnell
- Scénario : Darryl Quarles et Don Rhymer, d'après une histoire de Darryl Quarles
- Musique : Richard Gibbs
- Direction artistique : Randy Moore et Miles Teves
- Décors : Craig Stearns
- Costumes : Francine Jamison-Tanchuck
- Photographie : Michael D. O'Shea
- Son : Thomas Causey, Robert Grieve, Doug Hemphill, Paul Massey
- Montage : Kent Beyda et Bruce Green
- Production : David T. Friendly et Michael Green
  - Production déléguée : Jeff Kwatinetz, Martin Lawrence, Rodney Liber et Arnon Milchan
  - Coproduction : Peaches Davis, David Higgins et Aaron Ray
- Sociétés de production : Twentieth Century Fox, New Regency Productions, Runteldat Entertainment, Friendly Productions, Taurus Film et Nina Saxon Film Design
- Sociétés de distribution : Twentieth Century Fox (États-Unis) ; UGC Fox Distribution (France)
- Budget : 23 millions de $[2] ; 30 millions de $[3]
- Pays de production :  États-Unis
- Langue originale : Anglais
- Format : couleur — 35 mm — 1,85:1 (Panavision) — son : Dolby Digital / SDDS / DTS
- Genre : comédie, action, policier
- Durée : 99 minutes
- Dates de sortie[4] :
  - États-Unis, Québec : 2 juin 2000[1]
  - France, Belgique, Suisse romande : 2 août 2000[5],[6],[7]
- Classification :
  - États-Unis : accord parental recommandé, film déconseillé aux moins de 13 ans (PG-13 - Parents Strongly Cautioned)[N 1]
  - France : tous publics[8]
  - Belgique : tous publics (Alle Leeftijden)[6]
  - Suisse romande : interdit aux moins de 10 ans[9]
  - Québec : tous publics (G - General Rating)[1]

## Distribution
- Martin Lawrence (VF : Lucien Jean-Baptiste ; VQ : Manuel Tadros) : Malcolm Turner / Big Mamma
- Nia Long (VF : Géraldine Asselin ; VQ : Hélène Mondoux) : Sherry Pierce
- Paul Giamatti (VF : Michel Mella ; VQ : François Sasseville) : John
- Jascha Washington (VF : Julien Bouanich ; VQ : Xavier Dolan) : Trent Pierce
- Terrence Howard (VF : Guillaume Orsat ; VQ : Pierre Auger) : Lester Vesco
- Ella Mitchell (VF : Jacqueline Cohen ; VQ : Johanne Léveillé) : Hattie Mae Pierce, surnommée Big Mamma
- Anthony Anderson (VF : Frantz Confiac ; VQ : François L'Écuyer) : Nolan
- Carl Wright (VF : Théo Légitimus) : Ben Rawley
- Tichina Arnold : Rhita, la femme enceinte
- Octavia Spencer : Twila
- Cedric the Entertainer (VF: Said Amadis) : le révérend

## Accueil

### Box-office

#### Recettes
- Recettes du 1er week-end aux États-Unis : 25 661 041 $ (USD) (du 2 juin 2000 au 4 juin 2000)
- Recettes aux États-Unis : 117 559 438 $ (USD)
- Recettes reste du Monde : 56 400 000 $ (USD)
- Recettes dans le Monde entier : 173 959 438 $ (USD)

#### Entrées
Sauf mention contraire, les informations suivantes sont issues de JP's box-office
- Démarrage en France : 311 941
- Entrées totales en France :  844 399
- Démarrage à Paris : 97 998
- Entrées totales à Paris : 241 949

## Distinctions

### Nominations 2000
- Teen Choice Awards : meilleur film de l'été pour Martin Lawrence
- The Stinkers Bad Movie Awards : pire scénario pour un film rapportant plus de 100 millions de $ avec Hollywood Math[12] pour Don Rhymer et Darryl Quarles

### Récompense 2001
- BMI Film and TV Awards : prix BMI de la meilleure musique de film pour Richard Gibbs

### Nominations 2001
- Blockbuster Entertainment Awards :
  - Meilleure actrice dans une comédie pour Nia Long
  - Meilleur acteur dans une comédie pour Martin Lawrence
  - Meilleur second rôle masculin dans une comédie pour Paul Giamatti
- Kids' Choice Awards :
  - Film préféré
  - Acteur de cinéma préféré pour Martin Lawrence
- MTV Movie & TV Awards : meilleure performance comique pour Martin Lawrence
- NAACP Image Awards : meilleure actrice dans un film pour Nia Long

## Éditions en vidéo
En France, le film Big Mamma est sorti en DVD le 4 avril 2001. Avec l'arrivée du Blu-ray, deux éditions sont sorties. Le premier Blu-ray est sorti le 16 mars 2011 et le second le 4 janvier 2012.
Le film est également sorti en VOD le 1er août 2014.